# 679
679 (DCLXXIX) je bilo navadno leto, ki se je po julijanskem koledarju začelo na soboto.

## Dogodki
- 1. januar

## Smrti
- 23. december - Dagobert II., merovinški kralj Avstrazije (* okoli 650)

Neznan datum
- Ašina Dudži, kagan Zahodnega turškega kaganata (* ni znano)